# Paul Gascoigne
Paul John Gascoigne (Gateshead, 27 de mayo de 1967) es un exfutbolista inglés, que jugaba en la posición de centrocampista. Despuntó como futbolista en el Newcastle United, de donde pasó a otros clubes como Tottenham Hotspur, SS Lazio o Glasgow Rangers, y fue internacional por la selección de fútbol de Inglaterra en 57 ocasiones. A lo largo de su carrera, se le consideró como uno de los mejores centrocampistas de los años 1990 en el fútbol británico.
Al margen de lo deportivo, Gascoigne destacó también por su carácter díscolo e irreverente, y no pudo desarrollar todo su potencial como futbolista por las lesiones y su mala conducta fuera de los terrenos de juego. Durante su trayectoria ha tenido frecuentes problemas con el alcohol y las drogas, que se han agudizado tras su retirada del fútbol profesional, y ha sido detenido en varias ocasiones.

## Trayectoria

### Infancia y juventud
Paul Gascoigne nació en Gateshead como el segundo de cuatro hermanos, en el seno de una familia trabajadora de clase baja. Comenzó a jugar a fútbol con cuatro años en la calle y más tarde pasó por varios equipos escolares, donde llamó la atención de los ojeadores de Ipswich Town, Middlesbrough FC y Southampton FC. Sin embargo, fue el Newcastle United quien finalmente fichó al jugador con un contrato juvenil en 1980, con tan sólo 13 años.
Durante ese tiempo, Gascoigne vive una infancia muy complicada que estuvo marcada por varios cambios de domicilio, la muerte de un amigo de la que fue testigo, y el fallecimiento de su padre por una hemorragia cerebral que le tuvo ingresado ocho meses en un hospital. En esos años el futbolista desarrolló un trastorno de obsesión compulsiva, y cometió pequeños hurtos que le llevaron a problemas con la ley. Sin embargo, su carrera juvenil con el Newcastle fue sobresaliente, y en 1983 le renovaron el contrato.

### Newcastle United
Paul capitaneó al equipo juvenil de Newcastle en la temporada 1984/85, y ganó la Copa FA Juvenil marcando dos goles en la final ante el Watford FC. Su actuación llamó la atención del entrenador del primer equipo Jack Charlton, que le convocó por primera vez en un partido frente al Sunderland FC aunque no jugó. Su debut en competiciones profesionales fue el 13 de abril de 1985 en un partido ante Queens Park Rangers, y a los pocos días firmó su primer contrato profesional. El primer gol que anotó en su carrera fue ante Oxford United en el estadio St James' Park.
Pese a que despuntó en el Newcastle como uno de sus mejores jugadores y promesa del fútbol inglés, Gascoigne continuó metiéndose en problemas y estuvo a punto de ser expulsado de su equipo por mala conducta. Sin embargo, el Newcastle le mantuvo en su plantilla, donde jugó hasta 1988 con 25 goles en 107 apariciones. En la temporada 1987/88 fue nombrado "Mejor jugador juvenil" del año, y recibió ofertas de equipos superiores. Aunque estuvo a punto de fichar por el Manchester United, finalmente fue el Tottenham Hotspur quien contrató al jugador por 2 millones de libras, por entonces el contrato más caro de la historia del fútbol inglés. El entrenador del United, Alex Ferguson, declaró más tarde que Gascoigne se decidió por el Tottenham porque el equipo londinense le prometió al jugador un hogar para toda su familia, y declaró que no ficharlo fue una de sus mayores decepciones.

### Tottenham Hotspur
Gascoigne debutó con el equipo de Londres frente a su antiguo club en 1988. A las órdenes de Terry Venables, Gascoigne continuó firmando buenas actuaciones con el Tottenham gracias a su estilo técnico, su conducción de balón, su regate y su capacidad para defender, a veces con durísimas entradas. En sus dos primeras temporadas anotó 14 goles en 75 partidos con una final de la FA Cup, y debutó en 1988 con la selección de fútbol de Inglaterra en un partido ante Dinamarca. Pese a que en un principio no contó con la confianza del seleccionador Bobby Robson, Gascoigne se convirtió más tarde en un fijo de las convocatorias y jugó el Mundial de fútbol de Italia 1990, donde llegó hasta las semifinales.
Sus dos últimas campañas estuvieron marcadas por las lesiones y otros problemas extradeportivos. Gascoigne llevó a los Spurs a la final de la FA Cup de 1991 con un gol de falta en semifinales ante el Arsenal FC. Pero en la final del campeonato se rompió el ligamento cruzado de la rodilla derecha cuando intentó hacer una fuerte entrada a un jugador del Nottingham Forest en la rodilla, por lo que no pudo celebrar la victoria con sus compañeros de equipo al estar ingresado en el hospital. A finales de la temporada 1991/92 Gascoigne fichó por el italiano SS Lazio, interesado en ficharle antes de su grave lesión, por 5.5 millones de libras. El jugador tomó esa decisión para demostrar su valía fuera de la Premier League inglesa.

### SS Lazio y Glasgow Rangers
Su debut con la SS Lazio fue el 27 de septiembre de 1992, y en el equipo italiano no alcanzó la forma que tuvo en el Tottenham. Gascoigne tuvo apariciones puntuales y destellos de buen juego, pero su carrera estuvo marcada de nuevo por su comportamiento extradeportivo y las lesiones, que le hicieron perderse la mayor parte de la temporada 1994/95. Con seis goles en 47 apariciones durante tres temporadas, el equipo italiano traspasó al futbolista por 4.3 millones de libras al Glasgow Rangers.
El fichaje por el equipo escocés le convirtió rápidamente en uno de los ídolos de la afición de Rangers, donde destacó por su buen juego y por su carácter irreverente, que le valió incluso amenazas de muerte por parte de los hinchas radicales del Celtic FC tras una provocativa celebración en un derbi del Old Firm. Con 30 goles en 74 partidos durante sus tres temporadas, Gascoigne ganó dos ligas, una Copa de Escocia y una Copa de la Liga, además de ser premiado como el mejor jugador de la liga escocesa en 1996. Además, fue convocado por la selección inglesa para la Eurocopa 1996, y fue nombrado miembro del equipo ideal del torneo.

### Últimos años como jugador
En 1998, Gascoigne fichó por el Middlesbrough por 3.4 millones de libras, tras una salida polémica del equipo escocés por indisciplina. Aunque contribuyó a que el equipo disputara una final de la FA Cup, sus actuaciones quedaron deslucidas por una serie de problemas personales que le apartaron de las convocatorias. En 2000 ficharía por el Everton FC, entonces dirigido por su antiguo técnico en Glasgow Rangers, Walter Smith. Pero el jugador no alcanzó su mejor estado de forma, y abandonó el equipo en 2002.
Gascoigne fichó en 2002 y de forma provisional por el Burnley FC, con el que intentó subir sin éxito a la Premier League. Poco más tarde, anunció su retirada provisional del fútbol profesional hasta que terminase el Mundial de 2002, y al tiempo que ejerció como comentarista de fútbol para Independent Television estudiaba ofertas de ligas emergentes como la Major League Soccer, aunque finalmente no firmó un contrato con el DC United. En esos años se agudizaron sus problemas con el alcohol, y el jugador se marchó a Estados Unidos para hacer un tratamiento de desintoxicación, reconociendo por primera vez que tenía problemas con el alcohol.
En 2003 sorprendió con su fichaje por el Gansu Tianma de la liga de China como jugador-entrenador con un contrato por nueve meses que no cumplió. Después de entrenar durante seis semanas con Wolverhampton Wanderers, Gascoigne fichó como jugador-entrenador por Boston United, para retirarse de forma definitiva en 2004.

## Problemas con el alcohol y las drogas
Su situación personal empeoró tras su retirada, ya que el jugador ha tenido multitud de problemas con el alcohol y la cocaína. En 2005 ingresó en el hospital por una neumonía, y ese mismo año fue arrestado por agredir a un fotógrafo en Liverpool. El 21 de febrero de 2008 fue detenido y recluido contra su voluntad conforme a la ley de salud mental de Inglaterra y Gales, y pasó bajo tratamiento médico. En septiembre del mismo año fue ingresado en un hospital de Faro (Portugal) por una sobredosis de alcohol y drogas, y el 18 de febrero de 2010 el presidente de la Asociación de Futbolistas de Inglaterra llegó a decir que Gazza se encontraba en situación de pobreza.
Después de tener un accidente de coche, Gascoigne volvió a rehabilitación. Durante un tiempo vivió en Bournemouth y trabajó junto a un terapeuta para cambiar sus hábitos de vida. Sin embargo, en 2013 apareció con signos de embriaguez en un evento benéfico. Su agente, Terry Baker, declaró que "no va a darme las gracias por decirlo, pero necesita inmediatamente pedir ayuda". En julio de 2016, el diario sensacionalista The Sun hizo públicas unas imágenes en las que se aprecia el deterioro físico y mental de Gascoigne, quien nunca ha superado sus adicciones.

## Selección nacional
Paul Gascoigne fue futbolista internacional con la selección de Inglaterra, con la que disputó 57 partidos y marcó 10 goles. Su primera convocatoria fue en septiembre de 1988 a las órdenes de Bobby Robson, en un partido contra la selección de Dinamarca. Por su parte, su primer gol como internacional fue contra Albania en las clasificatorias para el mundial de Italia 1990.
El único mundial que Gascoigne disputó fue la Copa Mundial en Italia de 1990, donde jugó todos los partidos de la fase de grupos y desempeñó un buen papel. El combinado inglés llegó hasta las semifinales del torneo, donde cayó en la tanda de penales ante los eventuales campeones, Alemania Occidental. Sin embargo, Gascoigne fue sancionado con una tarjeta amarilla que le impedía disputar la final si Inglaterra ganaba, algo que finalmente no ocurrió. Su imagen en el campo llorando tras ser amonestado fue recogida por las cámaras de televisión. Gascoigne fue nombrado en el once inicial ideal del Mundial.
Hasta su lesión en la final de la FA Cup de 1991, Gascoigne era un fijo de la selección y atesoraba 20 convocatorias. Sin embargo, no regresó como miembro destacado hasta la Eurocopa 1996 en Inglaterra, cuando Terry Venables confió en su juego y le convocó de nuevo. En ese torneo Paul marcó un gol, y fue uno de los jugadores nombrados por la UEFA en el equipo ideal del evento.
Bajo las órdenes de Glenn Hoddle, Gascoigne continuó siendo convocado y fue una de las piezas clave que permitió a Inglaterra clasificarse para la Copa Mundial de 1998 en Francia. Sin embargo, los tabloides británicos publicaron imágenes de Gascoigne borracho y comiendo kebabs a altas horas de la madrugada, una semana antes de la convocatoria para el torneo. Hoodle apartó a Gascoigne de la convocatoria por indisciplina, y el jugador estuvo a punto de agredir al seleccionador cuando éste le comunicó su decisión. Desde entonces, Gascoigne no jugó nunca más en la selección inglesa y en septiembre de ese mismo año anuncia su retiro del combinado nacional.

## Estadísticas

### Clubes
| Club                         | Temporada           | Liga  | Liga  | Copas nacionales(1) | Copas nacionales(1) | Torneos internacionales(2) | Torneos internacionales(2) | Total(3) | Total(3) | Prom. |
| Club                         | Temporada           | Part. | Goles | Part.               | Goles               | Part.                      | Goles                      | Part.    | Goles    | Prom. |
| ---------------------------- | ------------------- | ----- | ----- | ------------------- | ------------------- | -------------------------- | -------------------------- | -------- | -------- | ----- |
| Newcastle United Inglaterra  | 1984-85             | 2     | 0     | -                   | -                   | -                          | -                          | 2        | 0        | 0.00  |
| Newcastle United Inglaterra  | 1985-86             | 31    | 9     | 4                   | 0                   | -                          | -                          | 35       | 9        | 0.26  |
| Newcastle United Inglaterra  | 1986-87             | 24    | 5     | 2                   | 0                   | -                          | -                          | 26       | 5        | 0.19  |
| Newcastle United Inglaterra  | 1987-88             | 35    | 7     | 6                   | 4                   | -                          | -                          | 41       | 11       | 0.27  |
| Newcastle United Inglaterra  | Total Club          | 92    | 21    | 12                  | 4                   | 0                          | 0                          | 104      | 25       | 0.24  |
| Tottenham Hotspur Inglaterra | 1988-89             | 32    | 6     | 5                   | 1                   | -                          | -                          | 37       | 7        | 0.19  |
| Tottenham Hotspur Inglaterra | 1989-90             | 34    | 6     | 4                   | 1                   | -                          | -                          | 38       | 7        | 0.18  |
| Tottenham Hotspur Inglaterra | 1990-91             | 26    | 7     | 11                  | 12                  | -                          | -                          | 37       | 19       | 0.51  |
| Tottenham Hotspur Inglaterra | 1991-92             | 0     | 0     | -                   | -                   | -                          | -                          | 0        | 0        | 0.00  |
| Tottenham Hotspur Inglaterra | Total Club          | 92    | 19    | 20                  | 14                  | -                          | -                          | 112      | 33       | 0.29  |
| SS Lazio · Italia            | 1992-93             | 22    | 4     | 4                   | 0                   | -                          | -                          | 26       | 4        | 0.15  |
| SS Lazio · Italia            | 1993-94             | 17    | 2     | -                   | -                   | -                          | -                          | 17       | 2        | 0.12  |
| SS Lazio · Italia            | 1994-95             | 4     | 0     | -                   | -                   | -                          | -                          | 4        | 0        | 0.00  |
| SS Lazio · Italia            | Total Club          | 43    | 6     | 4                   | 0                   | -                          | -                          | 47       | 6        | 0.13  |
| Glasgow Rangers Escocia      | 1995-96             | 28    | 14    | 7                   | 4                   | 7                          | 1                          | 42       | 19       | 0.45  |
| Glasgow Rangers Escocia      | 1996-97             | 26    | 13    | 5                   | 3                   | 3                          | 1                          | 34       | 17       | 0.50  |
| Glasgow Rangers Escocia      | 1997-98             | 20    | 3     | 3                   | 0                   | 5                          | 0                          | 28       | 3        | 0.11  |
| Glasgow Rangers Escocia      | Total Club          | 74    | 30    | 15                  | 7                   | 15                         | 2                          | 104      | 39       | 0.38  |
| Middlesbrough FC Inglaterra  | 1997-98             | 7     | 0     | 1                   | 0                   | -                          | -                          | 8        | 0        | 0.00  |
| Middlesbrough FC Inglaterra  | 1998-99             | 26    | 3     | 3                   | 0                   | -                          | -                          | 29       | 3        | 0.10  |
| Middlesbrough FC Inglaterra  | 1999-00             | 8     | 1     | 3                   | 0                   | -                          | -                          | 11       | 1        | 0.09  |
| Middlesbrough FC Inglaterra  | Total Club          | 41    | 4     | 7                   | 0                   | -                          | -                          | 48       | 4        | 0.08  |
| Everton FC Inglaterra        | 2000-01             | 14    | 0     | 1                   | 0                   | -                          | -                          | 15       | 0        | 0.00  |
| Everton FC Inglaterra        | 2001-02             | 18    | 1     | 5                   | 0                   | -                          | -                          | 23       | 1        | 0.04  |
| Everton FC Inglaterra        | Total Club          | 32    | 1     | 6                   | 0                   | -                          | -                          | 38       | 1        | 0.03  |
| Burnley FC Inglaterra        | 2001-02             | 6     | 0     | -                   | -                   | -                          | -                          | 6        | 0        | 0.00  |
| Burnley FC Inglaterra        | Total Club          | 6     | 0     | -                   | -                   | -                          | -                          | 6        | 0        | 0.00  |
| Gansu Tianma China           | 2003                | 4     | 2     | -                   | -                   | -                          | -                          | 4        | 2        | 0.50  |
| Gansu Tianma China           | Total Club          | 4     | 2     | -                   | -                   | -                          | -                          | 4        | 2        | 0.50  |
| Boston United Inglaterra     | 2004-05             | 4     | 0     | 1                   | 0                   | -                          | -                          | 5        | 0        | 0.00  |
| Boston United Inglaterra     | Total Club          | 4     | 0     | 1                   | 0                   | -                          | -                          | 5        | 0        | 0.00  |
| Total en su carrera          | Total en su carrera | 378   | 83    | 65                  | 25                  | 15                         | 2                          | 468      | 110      | 0.24  |

- 0.(*) FA Cup, Copa de la Liga de Inglaterra y Community Shield.
- (**) Liga de Campeones de la UEFA y Copa de la UEFA.

### Selección nacional
| \| Fecha \| Ciudad \| Local \| Resultado \| Visitante \| Competencia \| Goles \| \| ---------- \| ----------- \| ------------ \| --------- \| -------------- \| --------------------------- \| ----- \| \| 14-09-1988 \| Londres \| Inglaterra \| 1-0 \| Dinamarca \| Amistoso \| 0 \| \| 16-09-1988 \| Riad \| Arabia Saudí \| 1-1 \| Inglaterra \| Amistoso \| 0 \| \| 26-04-1989 \| Londres \| Inglaterra \| 5-0 \| Albania \| Eliminatorias Mundial 1990 \| 1 \| \| 23-05-1989 \| Londres \| Inglaterra \| 0-0 \| Chile \| Amistoso \| 0 \| \| 27-05-1989 \| Glasgow \| Escocia \| 0-2 \| Inglaterra \| Amistoso \| 0 \| \| 06-09-1989 \| Solna \| Suecia \| 1-2 \| Inglaterra \| Eliminatorias Mundial 1990 \| 0 \| \| 28-03-1990 \| Londres \| Inglaterra \| 1-0 \| Brasil \| Amistoso \| 0 \| \| 25-04-1990 \| Londres \| Inglaterra \| 4-2 \| Checoslovaquia \| Amistoso \| 1 \| \| 15-05-1990 \| Londres \| Inglaterra \| 1-0 \| Dinamarca \| Amistoso \| 0 \| \| 22-05-1990 \| Londres \| Inglaterra \| 1-2 \| Uruguay \| Amistoso \| 0 \| \| 02-06-1990 \| Túnez \| Túnez \| 1-1 \| Inglaterra \| Amistoso \| 0 \| \| 11-06-1990 \| Cagliari \| Inglaterra \| 1-1 \| Irlanda \| Copa Mundial de 1990 \| 0 \| \| 16-06-1990 \| Cagliari \| Inglaterra \| 0-0 \| Países Bajos \| Copa Mundial de 1990 \| 0 \| \| 21-06-1990 \| Cagliari \| Egipto \| 0-1 \| Inglaterra \| Copa Mundial de 1990 \| 0 \| \| 26-06-1990 \| Bolonia \| Inglaterra \| 1-0 \| Bélgica \| Copa Mundial de 1990 \| 0 \| \| 01-07-1990 \| Nápoles \| Inglaterra \| 3-2 \| Camerún \| Copa Mundial de 1990 \| 0 \| \| 04-07-1990 \| Turín \| Inglaterra \| 1-1 / 4-3 \| Alemania \| Copa Mundial de 1990 \| 0 \| \| 12-09-1990 \| Londres \| Inglaterra \| 1-0 \| Hungría \| Amistoso \| 0 \| \| 17-10-1990 \| Londres \| Inglaterra \| 2-0 \| Polonia \| Eliminatorias Eurocopa 1992 \| 0 \| \| 06-02-1991 \| Londres \| Inglaterra \| 2-0 \| Camerún \| Amistoso \| 0 \| \| 14-10-1992 \| Londres \| Inglaterra \| 1-1 \| Noruega \| Eliminatorias Mundial 1994 \| 0 \| \| 18-11-1992 \| Londres \| Inglaterra \| 4-0 \| Turquía \| Eliminatorias Mundial 1994 \| 2 \| \| 17-02-1993 \| Londres \| Inglaterra \| 6-0 \| San Marino \| Eliminatorias Mundial 1994 \| 0 \| \| 31-03-1993 \| Estambul \| Turquía \| 0-2 \| Inglaterra \| Eliminatorias Mundial 1994 \| 1 \| \| 28-04-1993 \| Londres \| Inglaterra \| 2-2 \| Países Bajos \| Eliminatorias Mundial 1994 \| 0 \| \| 29-05-1993 \| Chorzów \| Polonia \| 1-1 \| Inglaterra \| Eliminatorias Mundial 1994 \| 0 \| \| 02-06-1993 \| Oslo \| Noruega \| 2-0 \| Inglaterra \| Eliminatorias Mundial 1994 \| 0 \| \| 08-09-1993 \| Londres \| Inglaterra \| 3-0 \| Polonia \| Eliminatorias Mundial 1994 \| 1 \| \| 09-03-1994 \| Londres \| Inglaterra \| 1-0 \| Dinamarca \| Amistoso \| 0 \| \| 03-06-1995 \| Londres \| Inglaterra \| 2-1 \| Japón \| Amistoso \| 0 \| \| 08-06-1995 \| Leeds \| Inglaterra \| 3-3 \| Suecia \| Amistoso \| 0 \| \| 11-06-1995 \| Londres \| Inglaterra \| 1-3 \| Brasil \| Amistoso \| 0 \| \| 06-09-1995 \| Londres \| Inglaterra \| 0-0 \| Colombia \| Amistoso \| 0 \| \| 15-10-1995 \| Londres \| Inglaterra \| 3-1 \| Suiza \| Amistoso \| 0 \| \| 12-12-1995 \| Londres \| Inglaterra \| 1-1 \| Portugal \| Amistoso \| 0 \| \| 27-03-1996 \| Londres \| Inglaterra \| 2-0 \| Bulgaria \| Amistoso \| 0 \| \| 24-04-1996 \| Londres \| Inglaterra \| 0-0 \| Croacia \| Amistoso \| 0 \| \| 23-05-1996 \| Pekín \| China \| 0-3 \| Inglaterra \| Amistoso \| 1 \| \| 08-06-1996 \| Londres \| Inglaterra \| 3-0 \| Suiza \| Eurocopa 1996 \| 0 \| \| 15-06-1996 \| Londres \| Inglaterra \| 2-0 \| Escocia \| Eurocopa 1996 \| 1 \| \| 18-06-1996 \| Londres \| Inglaterra \| 4-1 \| Países Bajos \| Eurocopa 1996 \| 0 \| \| 22-06-1996 \| Londres \| España \| 0-0 / 2-4 \| Inglaterra \| Eurocopa 1996 \| 0 \| \| 26-06-1996 \| Londres \| Alemania \| 1-1 / 6-5 \| Inglaterra \| Eurocopa 1996 \| 0 \| \| 01-09-1996 \| Chisináu \| Moldavia \| 0-3 \| Inglaterra \| Eliminatorias Mundial 1998 \| 1 \| \| 09-10-1996 \| Londres \| Inglaterra \| 2-1 \| Polonia \| Eliminatorias Mundial 1998 \| 0 \| \| 09-11-1996 \| Tiflis \| Georgia \| 0-2 \| Inglaterra \| Eliminatorias Mundial 1998 \| 1 \| \| 24-05-1997 \| Mánchester \| Inglaterra \| 2-1 \| Sudáfrica \| Amistoso \| 0 \| \| 31-05-1997 \| Chorzów \| Polonia \| 0-2 \| Inglaterra \| Eliminatorias Mundial 1998 \| 0 \| \| 04-06-1997 \| Nantes \| Inglaterra \| 2-0 \| Italia \| Torneo de Francia \| 0 \| \| 07-06-1997 \| Montpellier \| Francia \| 0-1 \| Inglaterra \| Torneo de Francia \| 0 \| \| 10-06-1997 \| París \| Inglaterra \| 0-1 \| Brasil \| Torneo de Francia \| 0 \| \| 10-09-1997 \| Londres \| Inglaterra \| 4-0 \| Moldavia \| Eliminatorias Mundial 1998 \| 1 \| \| 11-10-1997 \| Roma \| Italia \| 0-0 \| Inglaterra \| Eliminatorias Mundial 1998 \| 0 \| \| 15-11-1997 \| Londres \| Inglaterra \| 2-0 \| Camerún \| Amistoso \| 0 \| \| 23-05-1998 \| Londres \| Inglaterra \| 0-0 \| Arabia Saudí \| Amistoso \| 0 \| \| 27-05-1998 \| Casablanca \| Marruecos \| 0-1 \| Inglaterra \| Copa Rey Hassan II \| 0 \| \| 29-05-1998 \| Casablanca \| Inglaterra \| 0-0 \| Bélgica \| Copa Rey Hassan II \| 0 \| \| Total \| \| Presencias \| 57 \| \| Goles \| 10 \| |             |              |           |                |                             |       |
| Fecha | Ciudad      | Local        | Resultado | Visitante      | Competencia                 | Goles |
| 14-09-1988 | Londres     | Inglaterra   | 1-0       | Dinamarca      | Amistoso                    | 0     |
| 16-09-1988 | Riad        | Arabia Saudí | 1-1       | Inglaterra     | Amistoso                    | 0     |
| 26-04-1989 | Londres     | Inglaterra   | 5-0       | Albania        | Eliminatorias Mundial 1990  | 1     |
| 23-05-1989 | Londres     | Inglaterra   | 0-0       | Chile          | Amistoso                    | 0     |
| 27-05-1989 | Glasgow     | Escocia      | 0-2       | Inglaterra     | Amistoso                    | 0     |
| 06-09-1989 | Solna       | Suecia       | 1-2       | Inglaterra     | Eliminatorias Mundial 1990  | 0     |
| 28-03-1990 | Londres     | Inglaterra   | 1-0       | Brasil         | Amistoso                    | 0     |
| 25-04-1990 | Londres     | Inglaterra   | 4-2       | Checoslovaquia | Amistoso                    | 1     |
| 15-05-1990 | Londres     | Inglaterra   | 1-0       | Dinamarca      | Amistoso                    | 0     |
| 22-05-1990 | Londres     | Inglaterra   | 1-2       | Uruguay        | Amistoso                    | 0     |
| 02-06-1990 | Túnez       | Túnez        | 1-1       | Inglaterra     | Amistoso                    | 0     |
| 11-06-1990 | Cagliari    | Inglaterra   | 1-1       | Irlanda        | Copa Mundial de 1990        | 0     |
| 16-06-1990 | Cagliari    | Inglaterra   | 0-0       | Países Bajos   | Copa Mundial de 1990        | 0     |
| 21-06-1990 | Cagliari    | Egipto       | 0-1       | Inglaterra     | Copa Mundial de 1990        | 0     |
| 26-06-1990 | Bolonia     | Inglaterra   | 1-0       | Bélgica        | Copa Mundial de 1990        | 0     |
| 01-07-1990 | Nápoles     | Inglaterra   | 3-2       | Camerún        | Copa Mundial de 1990        | 0     |
| 04-07-1990 | Turín       | Inglaterra   | 1-1 / 4-3 | Alemania       | Copa Mundial de 1990        | 0     |
| 12-09-1990 | Londres     | Inglaterra   | 1-0       | Hungría        | Amistoso                    | 0     |
| 17-10-1990 | Londres     | Inglaterra   | 2-0       | Polonia        | Eliminatorias Eurocopa 1992 | 0     |
| 06-02-1991 | Londres     | Inglaterra   | 2-0       | Camerún        | Amistoso                    | 0     |
| 14-10-1992 | Londres     | Inglaterra   | 1-1       | Noruega        | Eliminatorias Mundial 1994  | 0     |
| 18-11-1992 | Londres     | Inglaterra   | 4-0       | Turquía        | Eliminatorias Mundial 1994  | 2     |
| 17-02-1993 | Londres     | Inglaterra   | 6-0       | San Marino     | Eliminatorias Mundial 1994  | 0     |
| 31-03-1993 | Estambul    | Turquía      | 0-2       | Inglaterra     | Eliminatorias Mundial 1994  | 1     |
| 28-04-1993 | Londres     | Inglaterra   | 2-2       | Países Bajos   | Eliminatorias Mundial 1994  | 0     |
| 29-05-1993 | Chorzów     | Polonia      | 1-1       | Inglaterra     | Eliminatorias Mundial 1994  | 0     |
| 02-06-1993 | Oslo        | Noruega      | 2-0       | Inglaterra     | Eliminatorias Mundial 1994  | 0     |
| 08-09-1993 | Londres     | Inglaterra   | 3-0       | Polonia        | Eliminatorias Mundial 1994  | 1     |
| 09-03-1994 | Londres     | Inglaterra   | 1-0       | Dinamarca      | Amistoso                    | 0     |
| 03-06-1995 | Londres     | Inglaterra   | 2-1       | Japón          | Amistoso                    | 0     |
| 08-06-1995 | Leeds       | Inglaterra   | 3-3       | Suecia         | Amistoso                    | 0     |
| 11-06-1995 | Londres     | Inglaterra   | 1-3       | Brasil         | Amistoso                    | 0     |
| 06-09-1995 | Londres     | Inglaterra   | 0-0       | Colombia       | Amistoso                    | 0     |
| 15-10-1995 | Londres     | Inglaterra   | 3-1       | Suiza          | Amistoso                    | 0     |
| 12-12-1995 | Londres     | Inglaterra   | 1-1       | Portugal       | Amistoso                    | 0     |
| 27-03-1996 | Londres     | Inglaterra   | 2-0       | Bulgaria       | Amistoso                    | 0     |
| 24-04-1996 | Londres     | Inglaterra   | 0-0       | Croacia        | Amistoso                    | 0     |
| 23-05-1996 | Pekín       | China        | 0-3       | Inglaterra     | Amistoso                    | 1     |
| 08-06-1996 | Londres     | Inglaterra   | 3-0       | Suiza          | Eurocopa 1996               | 0     |
| 15-06-1996 | Londres     | Inglaterra   | 2-0       | Escocia        | Eurocopa 1996               | 1     |
| 18-06-1996 | Londres     | Inglaterra   | 4-1       | Países Bajos   | Eurocopa 1996               | 0     |
| 22-06-1996 | Londres     | España       | 0-0 / 2-4 | Inglaterra     | Eurocopa 1996               | 0     |
| 26-06-1996 | Londres     | Alemania     | 1-1 / 6-5 | Inglaterra     | Eurocopa 1996               | 0     |
| 01-09-1996 | Chisináu    | Moldavia     | 0-3       | Inglaterra     | Eliminatorias Mundial 1998  | 1     |
| 09-10-1996 | Londres     | Inglaterra   | 2-1       | Polonia        | Eliminatorias Mundial 1998  | 0     |
| 09-11-1996 | Tiflis      | Georgia      | 0-2       | Inglaterra     | Eliminatorias Mundial 1998  | 1     |
| 24-05-1997 | Mánchester  | Inglaterra   | 2-1       | Sudáfrica      | Amistoso                    | 0     |
| 31-05-1997 | Chorzów     | Polonia      | 0-2       | Inglaterra     | Eliminatorias Mundial 1998  | 0     |
| 04-06-1997 | Nantes      | Inglaterra   | 2-0       | Italia         | Torneo de Francia           | 0     |
| 07-06-1997 | Montpellier | Francia      | 0-1       | Inglaterra     | Torneo de Francia           | 0     |
| 10-06-1997 | París       | Inglaterra   | 0-1       | Brasil         | Torneo de Francia           | 0     |
| 10-09-1997 | Londres     | Inglaterra   | 4-0       | Moldavia       | Eliminatorias Mundial 1998  | 1     |
| 11-10-1997 | Roma        | Italia       | 0-0       | Inglaterra     | Eliminatorias Mundial 1998  | 0     |
| 15-11-1997 | Londres     | Inglaterra   | 2-0       | Camerún        | Amistoso                    | 0     |
| 23-05-1998 | Londres     | Inglaterra   | 0-0       | Arabia Saudí   | Amistoso                    | 0     |
| 27-05-1998 | Casablanca  | Marruecos    | 0-1       | Inglaterra     | Copa Rey Hassan II          | 0     |
| 29-05-1998 | Casablanca  | Inglaterra   | 0-0       | Bélgica        | Copa Rey Hassan II          | 0     |
| Total |             | Presencias   | 57        |                | Goles                       | 10    |

## Palmarés

### Campeonatos nacionales
| Título                     | Club              | País       | Año     |
| -------------------------- | ----------------- | ---------- | ------- |
| Copa FA Juvenil            | Newcastle United  | Inglaterra | 1984/85 |
| Copa FA                    | Tottenham Hotspur | Inglaterra | 1990/91 |
| Copa de Escocia            | Glasgow Rangers   | Escocia    | 1995/96 |
| Premier League de Escocia  | Glasgow Rangers   | Escocia    | 1995/96 |
| Premier League de Escocia  | Glasgow Rangers   | Escocia    | 1996/97 |
| Copa de la Liga de Escocia | Glasgow Rangers   | Escocia    | 1996/97 |

### Campeonatos internacionales amistosos
| Título            | Club              | Sede       | Año  |
| ----------------- | ----------------- | ---------- | ---- |
| Copa Rous         | Selección inglesa | Inglaterra | 1989 |
| Torneo de Francia | Selección inglesa | Francia    | 1997 |

### Distinciones individuales
| Distinción                                     | Año  |
| ---------------------------------------------- | ---- |
| Premio PFA al futbolista joven del año         | 1988 |
| Personalidad del año de BBC Sports             | 1990 |
| Equipo ideal del Mundial de Italia             | 1990 |
| Jugador del año de la Liga escocesa            | 1996 |
| Jugador del año para los periodistas escoceses | 1996 |
| Miembro del Salón de la Fama del fútbol inglés | 2002 |

## Fuera del campo
Fuera de los terrenos de juego, la vida de Paul Gascoigne ha tenido especial seguimiento de la prensa sensacionalista británica por sus incidentes y sus problemas con el alcohol. En su mejor época como futbolista, cuando jugaba en Tottehman, se vivió un fenómeno conocido como Gazzamania, que elevó la fama de Gascoigne a estrella nacional. Paul colaboró con el grupo de pop/folk Lindisfarme en la canción «Fog on the Tyne», que alcanzó el segundo puesto en ventas del UK Singles Chart, y cantó junto al resto de la selección inglesa en «World in Motion», tema de New Order para Inglaterra en el Mundial de 1990. Además protagonizó dos videojuegos, Gazza's Superstar Soccer y Gazza II.
A lo largo de su trayectoria deportiva, Gascoigne destacó por sus bromas pesadas a sus compañeros de equipo y su comportamiento díscolo e impredecible. En las concentraciones de sus equipos era uno de los más bromistas, bajando a sus compañeros los pantalones en momentos comprometidos y provocando incidentes con rivales y periodistas. En un partido de liga en Escocia, al árbitro Dougie Smith se le cayeron las tarjetas y Gascoigne se las devolvió, no sin antes bromear "sacando" una tarjeta amarilla al colegiado. A Smith no le sentó bien la broma y sancionó al jugador. En otra ocasión de su etapa con el Middlesbrough, estrelló el autobús del equipo en el campo de entrenamiento y ocasionó daños valorados en 10 000 libras.
Varios entrenadores y periodistas han declarado que el jugador nunca llegó a desarrollar todo su potencial deportivo porque no se cuidaba como un deportista de élite, algo que el propio Gascoigne reconoció en su biografía. El futbolista tuvo sobrepeso derivado de una mala dieta, que se acentuó en sus últimos años en la élite deportiva. Además también llevó una vida nocturna muy activa, e incluso protagonizó peleas bajo la influencia del alcohol. En 1991 recayó de una de sus lesiones cuando recibió un puñetazo en una pelea de bar, y en otra ocasión un fotógrafo le descubrió bebiendo con sus amigos en un pub con la equipación de Inglaterra puesta, una hora después de un partido internacional.

### Problemas y vida personal
Aunque Gascoigne siempre tuvo problemas con el alcohol, éstos se incrementaron cuando se retiró del fútbol, momento en que comenzó a tener cuadros de depresión y problemas mentales. En 2005 estaba bajo tratamiento por un desorden obsesivo-compulsivo, trastorno bipolar, bulimia y alcoholismo, y en múltiples ocasiones ha ingresado en centros de desintoxicación. A pesar de ello, continuó protagonizando altercados en bares como una pelea con Liam Gallagher, cantante de Oasis, y fue detenido en diciembre de 2005 por agredir a un fotógrafo en Liverpool. En 2007 fue intervenido de urgencia por una úlcera estomacal, tuvo problemas cardiacos que amenazaron su vida, y un año después intentó suicidarse en un hotel de Londres. El canal británico de televisión Channel 4 grabó los intentos de la familia para que el jugador se recuperara de sus adicciones, en un documental llamado Surviving Gazza.
En el ámbito personal, Gascoigne se casó en 1996 con Sheryl Failes, de la que se divorció en 1998. Durante su matrimonio tuvo un hijo, Regan Paul Gascoigne (nacido en Hatfield en 1996), y fue el padrastro de los dos hijos de Sheryl. Los problemas personales de Gascoigne dificultaron la convivencia del matrimonio, y Sheryl rompió la relación cuando Paul la maltrató a ella y a sus hijos. En el ámbito familiar, su sobrino, Cameron Gascoigne, fichó con siete años por los infantiles del Newcastle United después de meter 22 goles en 30 partidos con su equipo en una liga infantil.